# Élections sénatoriales de 2014 en Corse-du-Sud
Les élections sénatoriales de 2014 en Corse-du-Sud ont lieu le dimanche 28 septembre 2014. Elles ont pour but d'élire le sénateur représentant le département au Sénat pour un mandat de six années.

## Rappel des résultats de 2008
|                | Nicolas Alfonsi  | PRG            | 187 | 54,20  |  |  |
|                | Antoine Giorgi   | UMP            | 139 | 40,29  |  |  |
|                | Natacha Pimenoff | PCF            | 19  | 5,51   |  |  |
|                |                  |                |     |        |  |  |
| Inscrits       | Inscrits         | Inscrits       | 361 | 100,00 |  |  |
| Abstentions    | Abstentions      | Abstentions    | 3   | 0,83   |  |  |
| Votants        | Votants          | Votants        | 358 | 99,17  |  |  |
| Blancs et nuls | Blancs et nuls   | Blancs et nuls | 13  | 3,60   |  |  |
| Exprimés       | Exprimés         | Exprimés       | 345 | 95,57  |  |  |

## Sénateur sortant
| Sénateur | Sénateur        | Parti | Fonctions lors de l'élection en 2008 |
| -------- | --------------- | ----- | ------------------------------------ |
|          | Nicolas Alfonsi | PRG   | Sénateur sortant, conseiller général |

## Présentation des candidats
Les nouveaux représentants sont élus pour une législature de 6 ans au suffrage universel indirect par les grands électeurs du département. En Corse-du-Sud, le sénateur est élu au scrutin majoritaire à deux tours. Ils sont 4 candidats dans le département, chacun avec un suppléant.
| N°  | Candidats | Candidats             | Parti | Principales fonctions        |
| --- | --------- | --------------------- | ----- | ---------------------------- |
| T01 |           | Nicolas Alaris        | PCF   |                              |
| S01 |           | Carole Spanu          | PCF   |                              |
| T02 |           | Jean-Jacques Panunzi  | UMP   | Président du conseil général |
| S02 |           | Simone Guerrini       | UMP   | Adjointe au maire d'Ajaccio  |
| T03 |           | Michel Leca           | FN    |                              |
| S03 |           | Marie-Xavière Filippi | FN    |                              |
| T04 |           | Julia Sanguinetti     | EELV  |                              |
| S04 |           | Tumasgiu d'Orazio     | EELV  |                              |

## Résultats
|             | Jean-Jacques Panunzi | UMP         | 343 | 86,40  |  |  |
|             | Nicolas Alaris       | PCF         | 25  | 6,30   |  |  |
|             | Julia Sanguinetti    | EELV        | 24  | 6,05   |  |  |
|             | Michel Leca          | FN          | 5   | 1,26   |  |  |
|             |                      |             |     |        |  |  |
| Inscrits    | Inscrits             | Inscrits    | 417 | 100,00 |  |  |
| Abstentions | Abstentions          | Abstentions | 6   | 1,44   |  |  |
| Votants     | Votants              | Votants     | 411 | 98,56  |  |  |
| Blancs      | Blancs               | Blancs      | 8   | 1,95   |  |  |
| Nuls        | Nuls                 | Nuls        | 6   | 1,46   |  |  |
| Exprimés    | Exprimés             | Exprimés    | 397 | 96,59  |  |  |